# 吉川一勝
吉川 一勝（よしかわ かずまさ、1992年3月22日 - ）は、日本の俳優。奈良県出身。舞夢プロ所属。
身長179cm。体重73kg。血液型O型。趣味は筋力トレーニング、草野球。特技は野球、ボウリング。
日本映画テレビプロデューサー協会2019年度アクターズセミナー賞受賞。

## 出演作品

### テレビドラマ
- NHK大河ドラマ
  - 真田丸（2016年）
  - おんな城主 直虎（2017年）
  - 西郷どん（2018年）
- プラージュ（2017年、WOWOW） - 救助隊員
- 過保護のカホコ 第7、9話（2017年、日本テレビ） - イトの遊び仲間
- FINAL CUT 第6話（2018年、フジテレビ） - 警官
- マジムリ学園（2018年、日本テレビ） - 親衛隊
- W県警の悲劇 第7話（2019年、BSテレ東） - 畠山の恋人
- パーフェクトワールド 第5話（2019年、フジテレビ） - サラリーマン
- ミス・ジコチョー〜天才・天ノ教授の調査ファイル〜（2019年、NHK） - テレビ番組クルー
- 連続テレビ小説 なつぞら（2019年、NHK） - アニメーター
- LINEの答えあわせ〜男と女の勘違い〜 第8話（2020年、読売テレビ） - 悠太の友人
- ウルトラマンZ 第10話（2020年、テレビ東京） - イワブチジュンペイ
- ムチャブリ！わたしが社長になるなんて（2022年、日本テレビ）- 社員
- CODE-願いの代償- 第1話（2023年、読売テレビ・日本テレビ） - 制服警官
- ミス・ターゲット 第3話（2024年5月5日、朝日放送・テレビ朝日） - 西本 役[3]

### テレビ番組
- ごきげんライフスタイル よ〜いドン!（2013年 - 、関西テレビ）
- お笑いワイドショー マルコポロリ!（2013年、関西テレビ）
- ニンゲン観察バラエティ モニタリング（2014年、2017年、TBS）
- 恋するオトメ（2014年、MBS）
- ごぶごぶ（2014年、MBS）
- ハピくるっ!（2014年、関西テレビ）
- ビーバップ!ハイヒール（2014年、ABC）
- 村上マヨネーズのツッコませて頂きます!（2014年 - 、関西テレビ）
- ブラマヨのウルトラV 〜しくじった人々〜（2015年、ABC）
- メッセンジャー&なるみの大阪ワイドショー（2015年、MBS）
- シンクロTV（2015年、関西テレビ）
- ドラフト緊急生特番!お母さんありがとう 第6回（2015年、TBS）
- 行列のできる法律相談所（2015年 - 、日本テレビ） - 谷佳知、春日俊彰（オードリー） ほか
- Going!Sports&News（2016年、日本テレビ）
- ソレダメ!〜あなたの常識は非常識!?〜（2016年 - 、テレビ東京）
- 解決!ナイナイアンサー（2016年 - 、日本テレビ）
- 生き様オンリーワン（2017年、MBS）
- 結婚したら人生劇変!○○の妻たち（2017年、TBS）
- SmaSTATION!!（2017年、テレビ朝日）
- 世界に誇る50人の日本人 成功の遺伝史（2017年、日本テレビ）
- ザ!世界仰天ニュース（2017年、日本テレビ）
- 踊る!さんま御殿!!特番（2017年、日本テレビ）
- FNSソフト工場ニュースじゃないひと!（2018年、FNS）
- THE突破ファイル（2018年、日本テレビ）
- ナン年後かをのぞき見バラエティー 今すぐ話さなきゃいけない未来（2019年、日本テレビ）

### 配信ドラマ
- ミス・シャーロック/Miss Sherlock（2018年、Hulu） - 公安刑事

### 映画
- 去年の冬、きみと別れ（2018年、ワーナー・ブラザース映画） - 警官
- あなたみたいに、なりたくない。（2020年） - 婚活男性

### CM
- 東洋テック「OH!家、イエー篇」（2015年 - ）
- PlayStation 4 コール オブ デューティ ブラックオプス3「西篇」（2015年 - ）
- 花王アタック抗菌EXスーパークリアジェル「五郎丸センパイ篇」（2016年）
- スクウェア・エニックス 星のドラゴンクエスト（2017年）
- ネイティブキャンプ「緊迫の場面篇」

### VP
- 村田製作所（2014年）
- インプレッションフォーラム イベント映像（2015年）

### WEB
- 渋谷新聞（2015年）
- 両備システムズ（2015年 - ）
- wevox 組織改善プラットフォーム（2017年 - ） - 気合い先輩
- 全国一斉! 恋愛センター試験（2018年、AbemaTV）
- ラクス「楽楽明細」経理部活動篇（2019年）

### 雑誌
- るるぶ大阪（2014年）

### スチール
- 東急電鉄「伊豆のお飛び子 フォトコンテスト」（2016年）

### イベント
- パナソニックフェア「Bs Fan-Festa 2014」（2014年）